# Middleton (Hampshire)
Middleton – osada w Anglii, w Hampshire. W 1870-72 osada liczyła 251 mieszkańców. Middleton jest wspomniana w Domesday Book (1086) jako Middletune.